# Melliera mordax
Melliera mordax es una especie de mantis de la familia Mantidae.

## Distribución geográfica
Se encuentra en Guatemala.